# 록스타 (2011년 영화)
록스타(Rockstar)는 인도에서 제작된 임티아즈 알리 감독의 2011년 뮤지컬, 드라마, 멜로/로맨스 영화이다. 란비르 카푸르 등이 주연으로 출연하였다.

## 출연

### 주연
- 란비르 카푸르
- 샴미 카푸르

### 조연
- 쉐나즈 파텔
- 피유시 미쉬라

## 제작진
- 프로듀서: 딜린 메타
- 미술: 아크로폴리스